# Дакутен
Дакутен (яп. 濁点, だくてん, дакутен, ніґорі, знак дзвінкості) або діакритичний знак дзвінкості (яп. 濁音符, だくおんぷ, дакуомпу) — знак в японській мові, який використовується у складовій абетці кана для позначення дзвінких проривних приголосних.

## Короткі відомості

### Синоніми
- Двоцятка (яп. てんてん, тен-тен);
- Двійчатка (яп. ちょんちょん, тьон-тьон);
- Дзвінець (яп. 濁り, にごり, ніґорі).

### Опис
Знак дзвінкості перетворює глухі приголосні /k/, /s/, /t/ та /h/ на дзвінкі приголосні /g/, /z/, /d/ та /b/. Ці приголосні утворюють акустичні пари. Знак записується у правому верхньому куті знаку кани у вигляді двох паралельних цяток: 
◌゛
Наприклад:
| か | [ka] | + ゛ | = | が | [ga]  |
| さ | [sa] | + ゛ | = | ざ | [d͡za] |
| た | [ta] | + ゛ | = | だ | [da]  |
| は | [ha] | + ゛ | = | ば | [ba]  |

Знак дзвінкості зустрічається з 18 століття в приватному листуванні та японських наукових виданнях. Однак в японській орфографії він офіційно не використовувався до 1946 року, до прийняття урядової постанови про новітню орфографію японської кани. Протягом 18 — першої половини 20 століття знак не мав усталеного вигляду і зображався двома, трьома або чотирма цятками праворуч знаку кану. Подекуди дзвінкість позначали двома кульками. 
Нижче наводиться таблиця основних знаків хіраґани і катакани, а також складених пом'якшених звуків, до яких доданий знак дзвінкості. Подаються відповідники МФА, латинське та кириличне прочитання знаків. Також навлдиться таблиця дзвінких звуків, які відсутні у японській мові, але використовуються для запису іноземних власних назв та термінів.
| Дзвінкі              |                                   |                              |                      |
| ば • バ [ba] ba • ба | だ • ダ [da] da • да              | ざ • ザ [d͡za] za • дза       | が • ガ [ga] ga • ґа |
| び • ビ [bi] bi • бі | ぢ • ヂ [d͡ʑi] ji (di) • дзі (джі) | じ • ジ [d͡ʑi] ji • дзі (джі) | ぎ • ギ [gi] gi • ґі |
| ぶ • ブ [bɯ] bu • бу | づ • ヅ [zɯ] zu (du) • дзу        | ず • ズ [d͡zɯ] zu • дзу       | ぐ • グ [gɯ] gu • ґу |
| べ • ベ [be] be • бе | で • デ [de] de • де              | ぜ • ゼ [d͡ze] ze • дзе       | げ • ゲ [ge] ge • ґе |
| ぼ • ボ [bo] bo • бо | ど • ド [do] do • до              | ぞ • ゾ [d͡zo] zo • дзо       | ご • ゴ [go] go • ґо |

| Пом'якшені дзвінкі          |                                          |                                    |                             |
| びゃ • ビャ [bʲa] bya • бя  | ぢゃ • ヂャ [d͡ʑa] ja (dya) • дзя (джя)   | じゃ • ジャ [d͡ʑa] ja • дзя (джя)   | ぎゃ • ギャ [ɡʲa] gya • ґя  |
| びゅ • ビュ [bʲɯ] byu • бю  | ぢゅ • ヂュ [d͡ʑɯ] ju (dyu) • дзю (джю)   | じゅ • ジュ [d͡ʑɯ] ju • дзю (джю)   | ぎゅ • ギュ [ɡʲi] gyu • ґю  |
| びょ • ビョ [bʲo] byo • бьо | ぢょ • ヂョ [d͡ʑo] jo (dyo) • дзьо (джьо) | じょ • ジョ [d͡ʑo] jo • дзьо (джьо) | ぎょ • ギョ [ɡʲo] gyo • ґьо |

| Запозичені дзвінкі          |                               |                            |                                  |                             |
| でゃ • デャ [dʲa] dya • дя  |                               | でゅ • デュ [dʲɯ] dyu • дю |                                  | でょ • デョ [dʲo] dyo • дьо |
|                             |                               |                            | ぎぇ • ギェ [gʲe] gye • ґє       |                             |
| ぐぁ • グァ [gɯa] gua • ґуа | ぐぃ • グィ [gɯi] gui • ґуі   |                            | ぐぇ • グェ [gɯe] gue • ґуе      | ぐぉ • グォ [gɯo] guo • ґуо |
|                             |                               |                            | じぇ • ジェ [d͡ʑe] je • дзє (джє) |                             |
|                             | ずぃ • ズィ [zʲ] zi • зі (зи) |                            |                                  |                             |
| どぁ • ドァ [dɰa] dwa • дуа | どぃ • ドィ [dɰi] dwi • дуі   | どぅ • ドゥ [dɯ] du • ду   | どぇ • ドェ [dɰe] dwe • дуе      | どぉ • ドォ [dɰo] dwo • дуо |
|                             | でぃ • ディ [di] di • ді (ди) | でぅ • デゥ [dɯ] du • ду   |                                  |                             |
| ぐゎ • グヮ [gwa] gwa • ґва |                               |                            |                                  |                             |

Знак дзвінкості також додається до знаку катакани ウ, для відтворення звуку [v], який відсутній в японській мові. Він записується як ヴ. Цей звук використовується для запису слів іншомовного походження. Наприклад:
- Василь　→ ヴァスィーリ
- Вишгород　→ ヴィーシュホロド
- Володимир → ヴォロディームィル

З другої половини 20 століття знак дзвінкості інколи додається до знаків, що позначають голосні звуки — あ [a], い [i], う [ɯ], え [e], お [o]. Така тенденція спостергіається в молодіжній літературі, насамперед коміксах манґа. На відміну від приголосних звуків, поєданання знаку дзвінкості з голосними позначає напруженість голосових зв'язок, а не новий дзвінкий звук.

### Інші системи передачі
- Шрифт Брайля: ⠐
- Абетка Морзе: ・・